# 永豐街
永豐街（英語：Wing Fung Street）是位於香港灣仔的一條街道，連接北端的皇后大道東至南端的星街。昔日的灣仔發電廠便在此街道的盡頭。

## 歷史
永豐街的道路於19世紀中期已經出現，而根據1897年政府地圖，日、月、星街未命名之前，星街的路段仍叫作永豐街。
永豐街21-31號（包括31號一幢摩登流線型風格的唐樓）範圍由太古地產收購，並將重建為24層高的「Eight Star Street」住宅項目。

## 永豐西街
永豐西街（英語：Wing Fung Street West）是一條小巷，連接永豐街和萬茂里。
太古廣場3座於2004年落成後，道路有一半被建築遮蓋，同時作為通往停車場的通道。

## 圖片

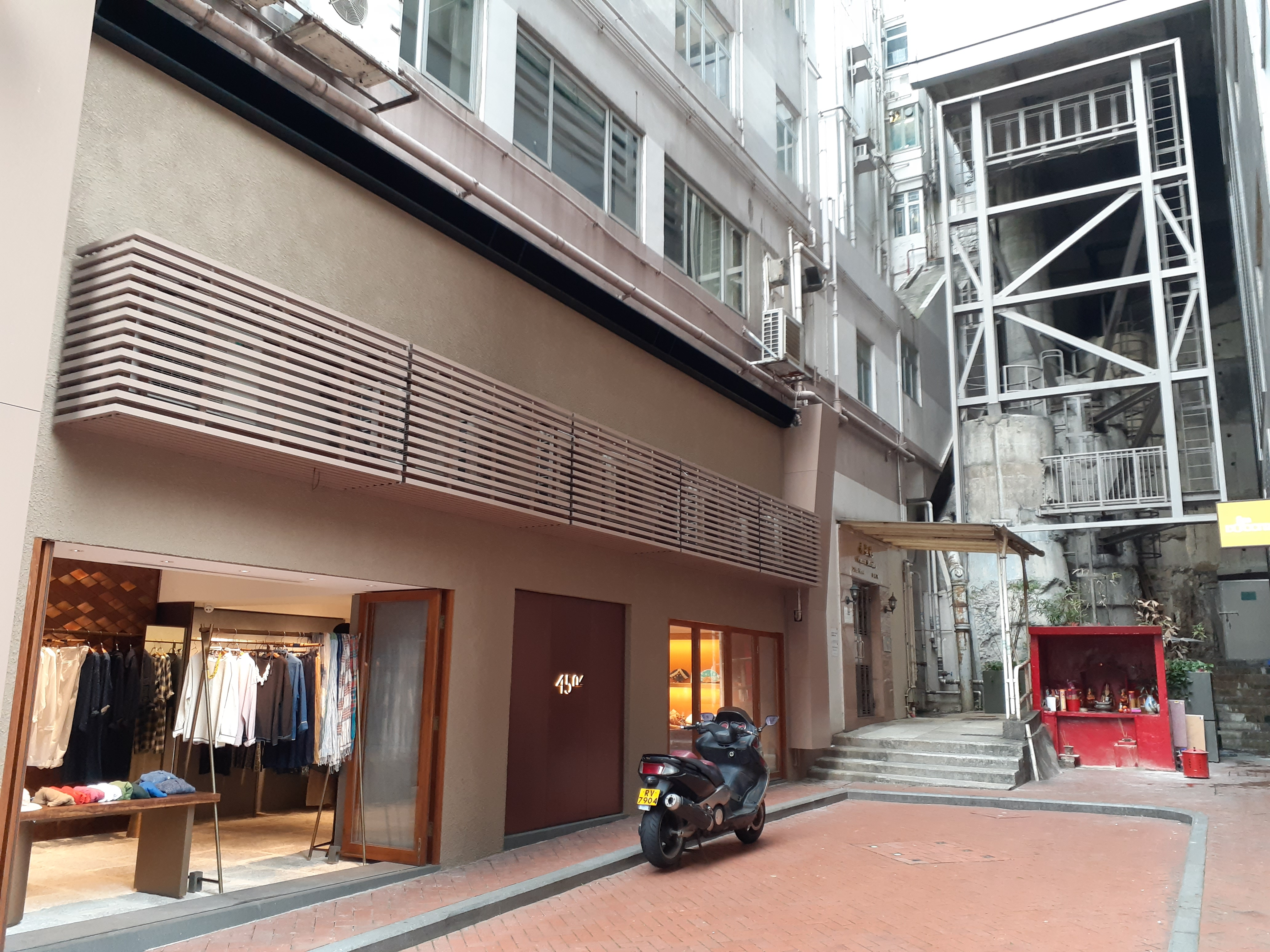
位於永豐街南端的土地公神壇

## 外部連結
- 舊照片：1968年的永豐街
- Gwulo：Photos of 31 Wing Fung Street (1957-c.2018) （页面存档备份，存于）